# Mieczysław Dąbrowski
Mieczysław Junosza Dąbrowski (ur. 1853 w Paryżu, zm. 3 maja 1920 w Krakowie) – dyrektor Gazowni Miejskiej w Krakowie, prezes Krakowskiego Towarzystwa Technicznego w 1897 roku.

## Życiorys
Syn Aleksandra Junoszy Dąbrowskiego i Eleonory z Zielińskich. Rodzice po Wiośnie Ludów emigrowali do Paryża. Po ogłoszeniu amnestii wrócili do kraju. Mieczysław ukończył gimnazjum w Kaliszu, potem szkołę dla dzieci emigrantów w Batignolles w Paryżu. Ukończył rok przygotowawczy do studiów w szkole wyższej polskiej na Montparnasse. W 1871 roku rozpoczął naukę w Instytucie Technicznym w Krakowie. Po ukończeniu nauki pracował w krakowskim urzędzie budownictwa, awansując na stanowisko kierownika działu bruków, dróg i mostów. W 1885 roku został wysłany do Pragi na „praktykę gazowniczą”. W 1886 roku został dyrektorem gazowni w Krakowie. Funkcję tę pełnił do 1915 roku. Był członkiem Krakowskiego Towarzystwa Technicznego. Pełnił w nim funkcję sekretarza, a w 1897 roku prezesa. Zmarł 3 maja 1920 roku w Krakowie. Pochowany na Cmentarzu Rakowickim.

## Publikacje
- Plan miasta Krakowa (1882)[2]
- Pamiętnik I Zjazdu techników polskich (1882/1883)[2]
- O brukach i drogach miejskich: zbiór materyałów statystycznych miasta Krakowa dotyczących Kraków 1883[5]
- Przewodnik krakowski dla uczestników II Zjazdu Dziennikarzy Słowiańskich Kraków 1899[6]
- Przewodnik po Krakowie (1903)[2]
- Książka pamiątkowa jubileuszu Krakowskiego Towarzystwa Technicznego 1877-1902 (1902)[7].